# Upernavik museum
Upernavik museum (grönländska: Upernaviup katersugaasivia) är Grönlands äldsta museum, beläget i Upernavik i den nordvästliga kommunen Avannaata.